# Carrières du 13e arrondissement de Paris

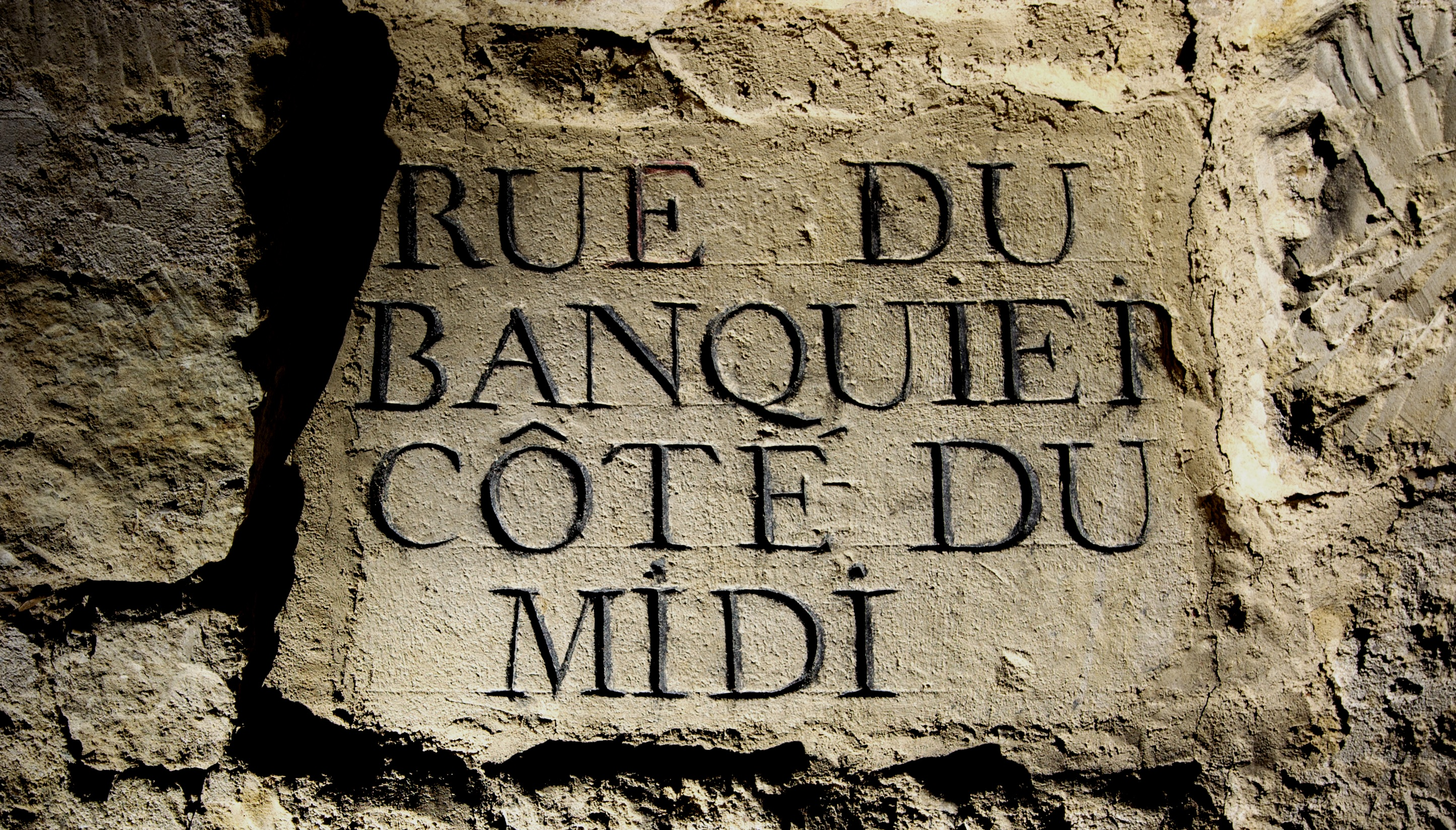
Plaque de la rue du Banquier dans les carrières du 13e arrondissement.

Les carrières du 13e arrondissement de Paris constituent un réseau unifié d'anciennes carrières, long de 25 km, ce qui en fait le second plus grand réseau de ce type sous Paris après le Grand réseau sud. Contrairement à un mythe tenace, devenu une plaisanterie chez les cataphiles habitués de l'un ou l'autre des réseaux, les carrières du 13e arrondissement ne sont pas reliées à celles du 14e, car les deux sont séparés par la vallée fluviatile de la Bièvre qui coule entre eux.

## Histoire
Anciennement exploitées au Moyen Âge pour leur pierre à bâtir, comme une grande partie de la rive gauche de Paris, les carrières du 13e ont été reliées entre elles en un réseau unifié par l'Inspection générale des carrières. Elles ont par la suite été confortées à la fin du XVIIIe siècle, puis pendant tout le XIXe siècle.

### Le marché aux chevaux
À côté de l'actuel hôpital de la Salpêtrière, sous le boulevard Saint-Marcel et la rue Geoffroy-Saint-Hilaire, se trouvait un marché aux chevaux, qui a subsisté de 1642 à 1907. L'une des galeries du nord du réseau en porte la trace : plusieurs des plaques de liais qu'on y trouve portent la mention « marché aux chevaux ». Lorsque l'Inspection des carrières a été fondée, en 1777, cette zone menaçait ruine et des fontis apparaissaient au plafond. L'inspecteur en chef Charles-Axel Guillaumot a donc décidé de conforter cette zone en priorité, dès 1785, et cela en utilisant le même système de numérotation que pour la rue Saint-Jacques (ainsi qu'une graphie similaire, aux traits larges et amples, spécifique aux plaques taillées de l'IGC datant du XVIIIe siècle). La plus grande partie des vides de carrière fut remblayée, et les galeries d'inspection qui subsistèrent ont vu leur ciel soutenu par des voûtes et des encorbellements soignés. De nos jours, ces galeries sont toujours visibles : certains cataphiles déplorent cependant les fuites d'une injection de bentonite située au sud-est de la zone.

### L'ancienne usine à gaz
De 1836 à 1937, une usine à gaz se trouvait sur l'actuel site du parc de Choisy. Elle comprenait sept gazomètres, 

« destinés à stocker le gaz de ville tout en le maintenant à la pression de distribution. La présence d'anciennes carrières à cet emplacement permit la succession de gazomètres particuliers : lorsqu'ils étaient entièrement vides, le sommet des réservoirs de gaz affleurait au ras du sol car les cuves s'y enfonçaient alors entièrement. »

Pour construire les énormes réservoirs de gaz, en forme de cloche, il a fallu sécuriser les anciennes carrières qui se trouvaient à l'aplomb de ceux-ci. L'Inspection générale des carrières a donc fait construire des galeries qui épousent la forme ronde des gazomètres, avec quelques transversales qui les relient les unes aux autres. Des voûtes et des encorbellements en pierre, parfois en brique, soutiennent le ciel. Incongruité topographique, ces galeries tournantes constituent un endroit où il est très facile de se perdre, à l'instar des souterrains du Val-de-Grâce dans le GRS, quoique ceux de l'usine à gaz soient plus petits. Sur les côtés de certaines galeries, on peut apercevoir des bacs remplis de terre, vestiges de champignonnières artisanales entretenues par les ouvriers du lieu.

## Notoriété
Moins fréquenté que le Grand réseau sud de Paris (GRS), ce réseau a longtemps été davantage préservé des tags et des détritus. Il est peu étendu et suscite un intérêt faible chez les amateurs de carrières souterraines, ce qui explique la moindre fréquentation et les moindres dégradations.

### Galeries noyées
Le réseau du 13e arrondissement est notamment connu pour les galeries noyées qui s'y trouvent. Creusées à une époque où la nappe phréatique était plus basse, elles ont été inondées lorsque celle-ci est montée de niveau. Deux puits permettent d'accéder à ces galeries noyées.
Le premier se situe près de l'ancienne usine à gaz. Il s'agit d'un puits carré maçonné, séparé de la galerie par un muret (protégeant le visiteur d'une éventuelle chute), où la surface de l'eau est estimée à -5 m par rapport au sol de la galerie. « A deux niveaux différents sous la surface (-2 mètres et -6 mètres) s'ouvrent des galeries qui, totalement noyées, ne peuvent être parcourues que par des plongeurs spéléologues. » L'une de ces galeries débouche dans un ancien réservoir rectangulaire, où l'on peut encore sentir l'odeur des mercaptans (substance ajoutée au gaz de ville pour le rendre détectable à l'odorat).
Le second se trouve sous la rue Primatice. En forme de demi-lune, il était à l'origine protégé par une margelle, laquelle a été détruite depuis. Il se trouve directement dans la galerie, ce qui le rend très dangereux pour les cataphiles lorsqu'ils passent à côté, d'autant que la surface de l'eau est à 10 m en contrebas. Sous l'eau se trouve une galerie inondée d'une centaine de mètres conduisant à un ancien puits à eau comblé.

### Autres lieux notables
- La salle « K »

Issue d'une ancienne carrière médiévale en piliers tournés, elle a été confortée en 1793 à l'aide de piliers maçonnés. Beaucoup plus tard, en 2001, des cataphiles l'ont aménagée et en ont fait un « squatt », avec non seulement des bancs et des tables, mais aussi de nouveaux murs, un escalier et une arche.
- La salle PTT

Il s'agit d'un ancien abri antiaérien, destiné aux employés du centre de tri postal du 13e arrondissement. Pourvu d'une voûte de 8 mètres de haut et de trois pièces (dont la plus grande est large de 10 mètres), ce lieu constitue l'endroit le plus vaste du réseau, ce qui l'a conduit à être le lieu de plusieurs fêtes clandestines type free party.
- La salle Z prime

Elle est située sous la rue Nationale, aussi appelée salle Zébulon.
- La salle des sculptures

Elle est pourvue d'un front de taille et soutenue par de massifs piliers maçonnés. De belles tables et un bar, il y a aussi deux grandes mosaïques créées à partir de capsules de bouteilles. Rebaptisée Histoire d'Helen Keller par ceux qui en ont entrepris la restauration.
- La salle des carriers

En dépit de ce que son nom peut laisser croire, elle n'a pas servi à des carriers, mais constituait très probablement un lieu de repos pour les ouvriers travaillant aux confortations de la place d'Italie ; en effet, la salle date de 1904, soit l'année où des consolidations ont été réalisées pour soutenir le métropolitain alors en construction. Signe caractéristique des constructions souterraines du début du XXe siècle, ses murs sont en pierre meulière, avec des niches latérales. Pour les visiteurs, la salle comprend des bancs et une table en béton.
- L'ancien cabinet minéralogique Guérinet

Il était pourvu de deux escaliers de présentation parallèles. Anciennement remblayé, puis partiellement déblayé, et aujourd'hui injecté.